# Sgurgola
Sgurgola är en ort och kommun i provinsen Frosinone i regionen Lazio i Italien. Kommunen hade 2 597 invånare (2018).